# Distrikt Balsas
Der Distrikt Balsas liegt in der Provinz Chachapoyas in der Region Amazonas in Nord-Peru. Der Distrikt entstand in den Gründungsjahren der Republik Peru zwischen 1821 und 1824. Er besitzt eine Fläche von 318 km². Beim Zensus 2017 wurden 1233 Einwohner gezählt. Im Jahr 1993 lag die Einwohnerzahl bei 1140, im Jahr 2007 bei 1401. Sitz der Distriktverwaltung ist die 849 m hoch gelegene Ortschaft Balsas mit 372 Einwohnern (Stand 2017). Balsas befindet sich 70 km südsüdwestlich der Provinz- und Regionshauptstadt Chachapoyas.

## Geographische Lage
Der Distrikt Balsas liegt im Südwesten der Provinz Chachapoyas. Der Distrikt befindet sich an der Westflanke der peruanischen Zentralkordillere am Ostufer des nach Norden strömenden Río Marañón. Die Flüsse Río Jahuay und Río Illabamba entwässern das Areal nach Westen. Die östliche Distriktgrenze verläuft entlang einem Gebirgskamm, der die Wasserscheide zu dem weiter östlich gelegenen Quellgebiet des Río Utcubamba bildet. Der Gebirgskamm erreicht im Cerro Tingo Chico eine Höhe von 4220 m.
Der Distrikt Balsas grenzt im Süden an den Distrikt Chuquibamba, im Westen an die Distrikte Utco und Celendín (beide in der Provinz Celendín), im Norden an den Distrikt Cocabamba (Provinz Luya) sowie im Osten an den Distrikt Leimebamba.

## Ortschaften
Neben dem Hauptort gibt es folgende größere Ortschaften im Distrikt:
- Chacanto
- Hornopampa
- Plazapampa